# Argentina Libre (revista)
Argentina Libre fue una revista política y cultural antifascista argentina de la década de 1940, en la que publicaron los más destacados pensadores, escritores, periodistas, artistas y políticos latinoamericanos y europeos de esa década, desde futuros presidentes hasta futuros premios Nobel.

## Semanario
La revista Argentina Libre fue un semanario publicado a partir del 7 de marzo de 1940. La línea editorial era contraria a la neutralidad con respecto a la Segunda Guerra Mundial e iba relatando una a una las invasiones de Alemania nazi a los países neutrales europeos y  la situación en los países ocupados. 

La actitud argentina, en mi opinión, presta un servicio de gran valor, por lo que no hace a las fuerzas totalitarias. ¡Pero el gobierno es jurídicamente neutral! Es lo que conviene a los países totalitarios. Por eso, como ya lo dije antes de la guerra, para nuestro país y para la posición espiritual de sus habitantes, ‘ser neutral es ser fascista’. Es adoptar una posición política y jurídica contraria a los intereses políticos, morales y materiales de la nación.
Mario Bravo. Año 2, No. 57, p. 5.

Cuando el gobierno argentino censuró la película El gran dictador, por atentar contra las disposiciones de neutralidad frente a la guerra europea, la revista publicó un homenaje a Charles Chaplin.  
Al principio también condenaban al gobierno de la Unión Soviética de Stalin, pero cuando la Unión Soviética se volvió aliada contra el régimen nazi dejaron de cuestionarla. Además, el semanario denunciaba los fraudes de la llamada Década Infame en la Argentina. El 9 de enero de 1941, Juan José Díaz Arana publicó un artículo llamado Ante el fraude. La palabra y el hecho. El 30 de octubre de 1941 se publicaba un artículo de Guillermo Salazar Altamira intitulado Que no se reincida en el fraude precomicial. El 23 de abril de 1942 la revista publicó un editorial llamado La vocación del fraude.
El director, Octavio González Roura, consideraba que una revista políticocultural de ese tipo era necesaria en esos tumultuosos años de guerra mundial y de fraude electoral en la política interna de la Argentina: 

Duros son los tiempos actuales en que todo amenaza desmoronarse, hasta lo que parecía eterno y esencial. El estado de derecho y de libertad sufre toda clase de dudas y de negaciones, se siente la pequeñez y el vacío del hombre.
Editorial de Argentina Libre. Año 1, No. 1, p. 1.

González Roura eligió la frase “Ningún argentino, ni ebrio ni dormido, debe atentar contra su patria”, del secretario del primer gobierno patrio de 1810, Mariano Moreno, para explicar la posición que asumía la revista. 

Carecemos de preocupaciones políticas mezquinas, pero estamos con las democracias porque la democracia es el contenido filosófico de la Constitución Nacional, y porque los soldados de Francia y de Inglaterra luchan en defensa de una civilización que representa también nuestro patrimonio espiritual.
Editorial de Argentina Libre. Año 1, No. 1, p. 1.

Además, la revista incluía secciones de política, arte y cultura. 
Allí escribieron Enrique Anderson Imbert, Manuel J. Castilla, Baldomero Fernández Moreno, Alberto Gerchunoff, Ezequiel Martínez Estrada, César Tiempo, Roberto Arlt, Manuel Mujica Láinez, Eduardo Mallea Abarca , José Luis Romero, Jorge Romero Brest, Alfredo de la Guardia, Samuel Eichelbaum, Gregorio Bermann, Jorge D’ Urbano, Martha Brunet, Gabriela Mistral, Emilio Frugoni, Ciro Alegría, Rafael Alberti, Rafael Dieste, Francisco Ayala, Ramón Gómez de la Serna, Rabindranath Tagore, Oliverio Girondo, Roger Caillois, Germán Arciniegas, Julio Argentino Noble, Juan Carlos Paz, Nicolás Repetto, Thomas Mann, Stefan Zweig, Victor Serge, Víctor Raúl Haya de la Torre, Manuel Blasco Garzón, Julio Álvarez del Vayo, Edmundo Guibourg, Ángel Battistesa, Mario Bravo, Victoria Ocampo, Juan Ignacio Cooke, José María Velasco Ibarra y Salvador Allende.
A partir de 1946, la revista se posicionó como opositora del gobierno del General Perón, quien fuera presidente de la Argentina entre 1945 y 1955, acusándolo de dictador simpatizante con el fascismo y el nazismo.También criticaba duramente a la dictadura de Francisco Franco en España.